# Курмайёр (горнолыжный курорт)
Курмайёр (фр. Courmayeur) — горнолыжный курорт, расположенный в Альпах, на северо-западе Италии, около итальянской части туннеля под Монбланом.

## Характеристики
Разница высот: 1 210 м — 2 755 м

Максимальная высота: 2 755 м

Количество трасс: 34 (чёрные — 4, красные — 16, синие — 11, зелёные 3)

Протяжённость трасс: 42 км.

Высота снежного покрова: 120 см.

Ближайший город: Аоста (35км)

Две зоны катания: Chécrouit-Val Veny и Mont Blanc lift network (включая Белую долину). Присутствуют зоны для свободного катания, фрирайда, сноу-парк.

Снег обеспечивается более 300 снежными пушками.

## История
Курорт известен с XVII века благодаря термальным источникам, и минеральным источникам альпийской воды. Горнолыжный курорт открыт в 1910 году.